# Miniera di carbone di Listvianskaya
La miniera di carbone di Listvianskaya è una miniera di carbone situata nell'Oblast' di Novosibirsk, in Russia. La miniera ha riserve di carbone per l'ammontare di 895 milioni di tonnellate di carbone coke, risultando essere così una delle più grandi riserve di carbone della Russia e del mondo, e ha una produzione annuale di 5 milioni di tonnellate di carbone.